# Високопільська районна рада
Високопільська райо́нна ра́да — районна рада Високопільського району Херсонської області. Адміністративний центр — смт Високопілля.

## Склад ради
Загальний склад ради: 24 депутати.

### Голова
Куцевол Любов Іванівна (нар. 1955) — голова Високопільської районної ради від 31 жовтня 2010 року.

#### Голови районної ради (з 2006 року)
| ПІБ                       | Основні відомості                                                               | Дата обрання | Дата звільнення |
| ------------------------- | ------------------------------------------------------------------------------- | ------------ | --------------- |
| Бутяєва Наталія Василівна | Голова районної ради, 1957 року народження, член Соціалістичної партії України  | 26.03.2006   | 31.10.2010      |
| Куцевол Любов Іванівна    | Голова районної ради, 1955 року народження, освіта вища, член «Партії регіонів» | 31.10.2010   |                 |

Примітка: таблиця складена за даними джерела